# Evangelische Kirche (Fauerbach vor der Höhe)

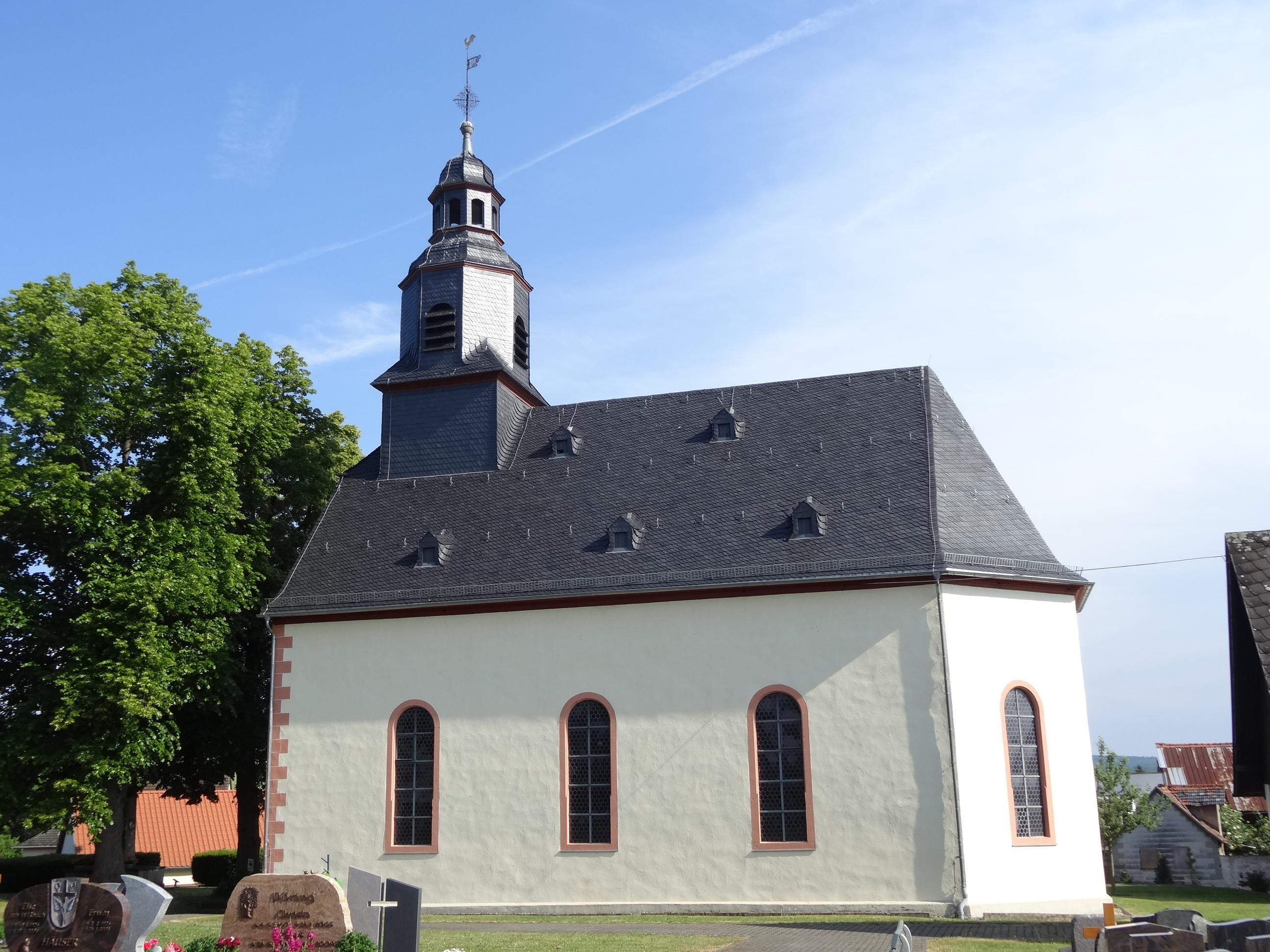
Kirche von Süden

Die Evangelische Kirche in Fauerbach vor der Höhe, einem Stadtteil von Butzbach im Wetteraukreis in Mittelhessen, ist eine barocke Saalkirche aus den Jahren 1740/41 mit Haubendachreiter und dreiseitigem Ostabschluss. Sie ist ortsbildprägend und ist hessisches Kulturdenkmal.

## Geschichte
Fauerbach vor der Höhe verfügte im späten Mittelalter über eine Kapelle, die am Ortsausgang an der Ostheimer Straße errichtet war, worauf der alte Flurname „Hinter der Kirch“ hinweist. Der Ort war im Mittelalter dem Kirchspiel Münster zugeordnet, das zum Dekanat Friedberg im Archidiakonat von St. Maria ad Gradus im Erzbistum Mainz gehörte. Mit Einführung der Reformation wechselte die Kirchengemeinde zum evangelischen Bekenntnis und blieb mit Münster verbunden.
Die heutige Kirche wurde in den Jahren 1740 bis 1741 errichtet. 1891 fand eine Innenrenovierung statt.
Die Kirchengemeinde Fauerbach bildet zusammen mit der Kirchengemeinde Münster das Kirchspiel Münster, das etwa 1350 Mitglieder umfasst. Sie ist dem Dekanat Wetterau in der Propstei Oberhessen in der Evangelischen Kirche in Hessen und Nassau zugeordnet.

## Architektur

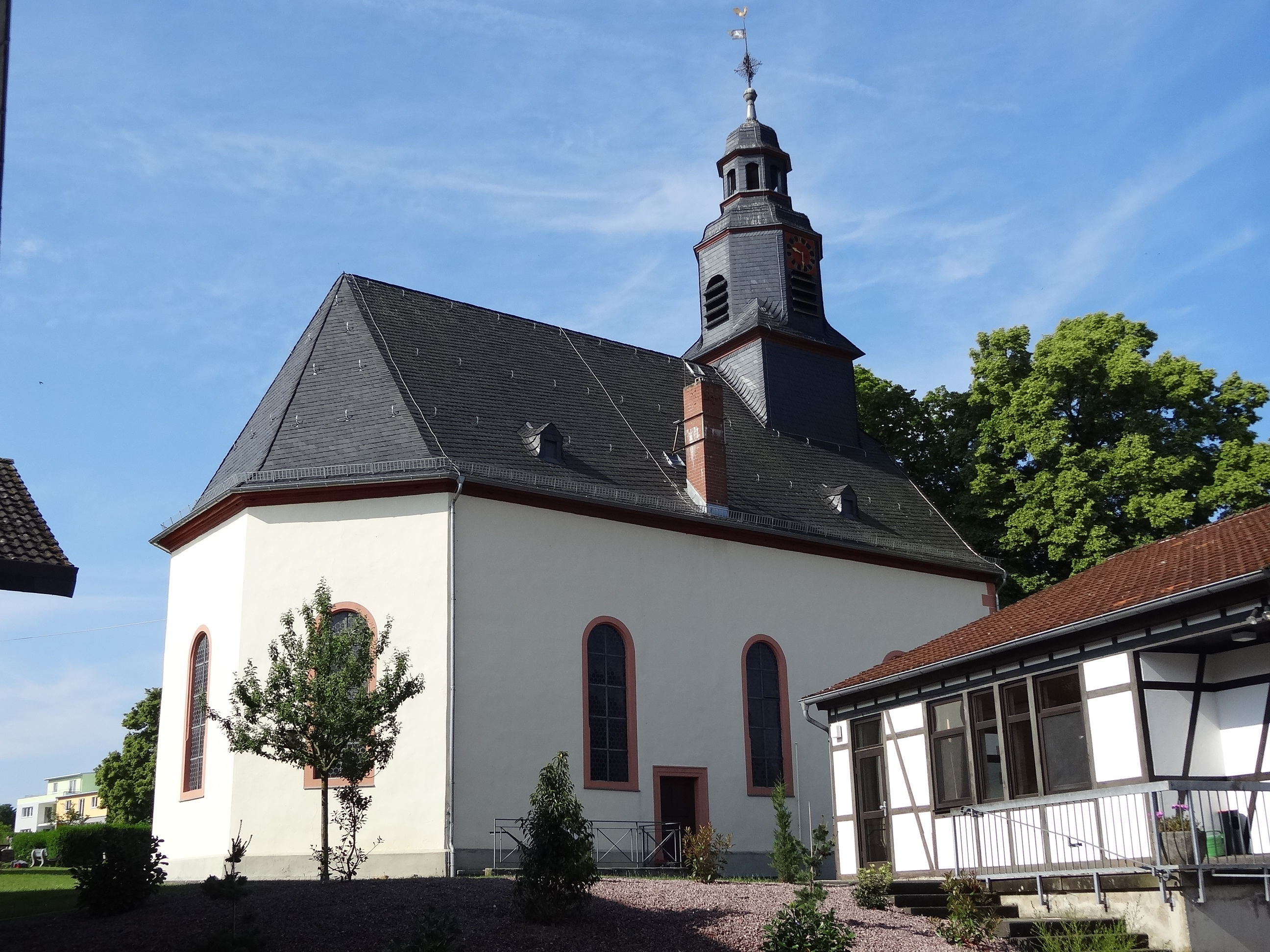
Ansicht von Norden

Die geostete Saalkirche auf rechteckigem Grundriss ist am südlichen Ortsrand errichtet. Der weiß verputzte, einschiffige Bau weist im Westen Eckquaderung auf. Portale und Fenster haben Gewände aus rotem Sandstein. Die Kirche wird durch zwei profilierte Rechteckportale im Norden und Westen erschlossen. Das Westportal, das mit der Jahreszahl 1740 bezeichnet ist, hat ein verschiefertes, dreieckiges Vordach. Große Rundbogenfenster belichten den Innenraum, je drei an den beiden Langseiten und drei im Ostabschluss. In der Westwand sind zwei hochsitzende ovale Fenster eingelassen.
Das verschieferte Satteldach ist im Norden mit zwei und im Süden mit fünf Gauben bestückt. Im Westen ist ein vollständig verschieferter, achtseitiger Dachreiter mit zwei Geschossen aufgesetzt, der sich aus einem kubusförmigen Schaft entwickelt. Über der Glockenstube mit rundbogigen Schallöffnungen erhebt sich eine offene Laterne, die von einer geschwungenen Haube bedeckt und von Turmknauf, schmiedeeisernem Kreuz, Wetterfahne und Wetterhahn bekrönt wird.
Der Dachreiter beherbergt ein Dreiergeläut. Die große Glocke von der Glockengießerei Bachert trägt die Inschrift: „ICH JUBLE FRIED UND FREUD, ICH LOESE LUST UND LEID“, die kleine Bachert-Glocke die Inschrift: „O, LAND, LAND, LAND, HOERE DES HERRN WORT“. Die mittlere Glocke von 1470 (0,79 Meter hoch und 0,46 Meter breit) hat in gotischen Minuskeln die Umschrift: „maria gottes celle hab in hut was ich ober schelle anno m° cccc° lxx°“. Aufgrund der ersten Worte wurde irrtümlich eine Herkunft der Glocke aus der ehemaligen Wallfahrtskirche Mariazell bei Bodenrod angenommen.

## Ausstattung

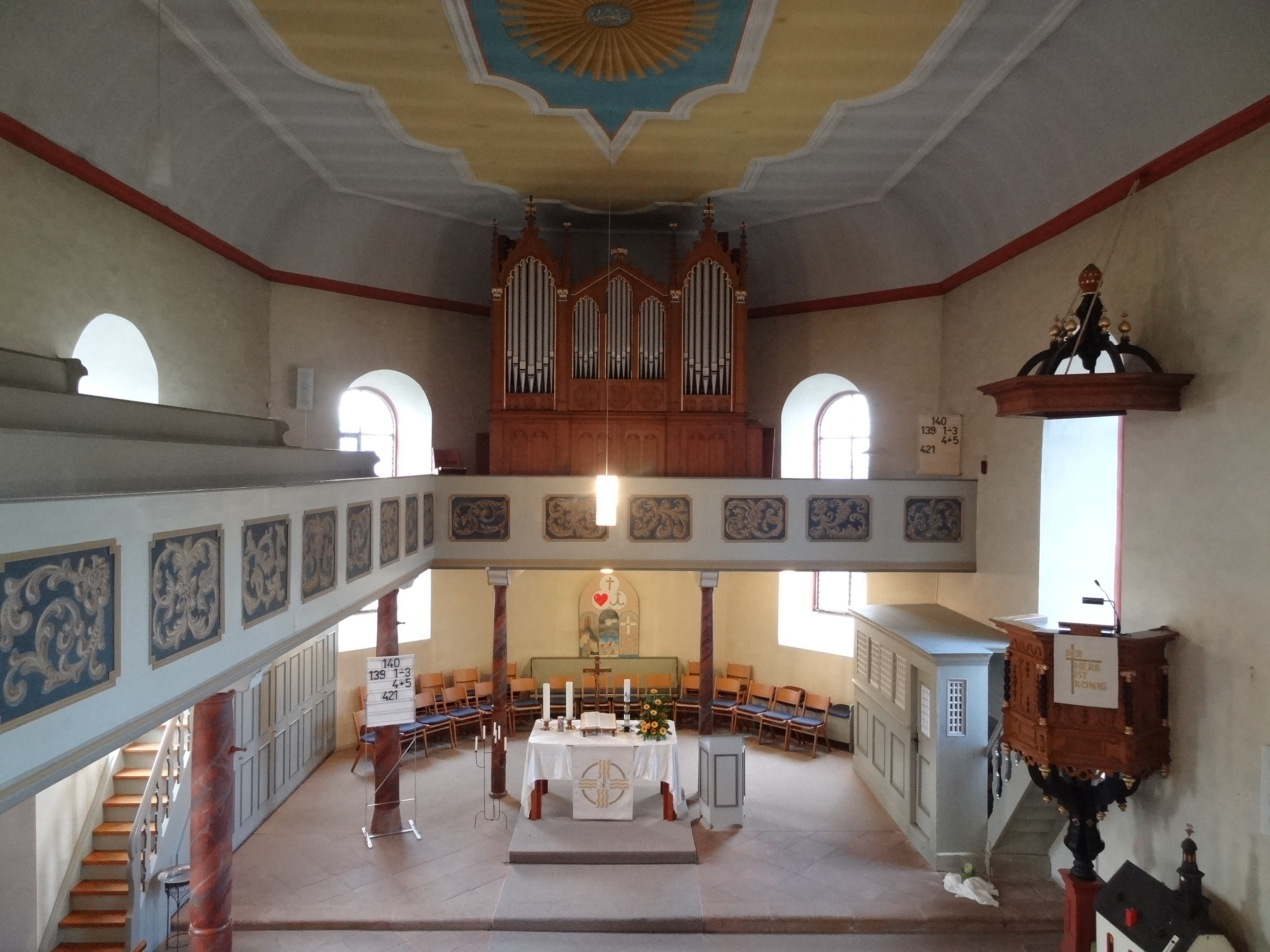
Innenraum nach Osten

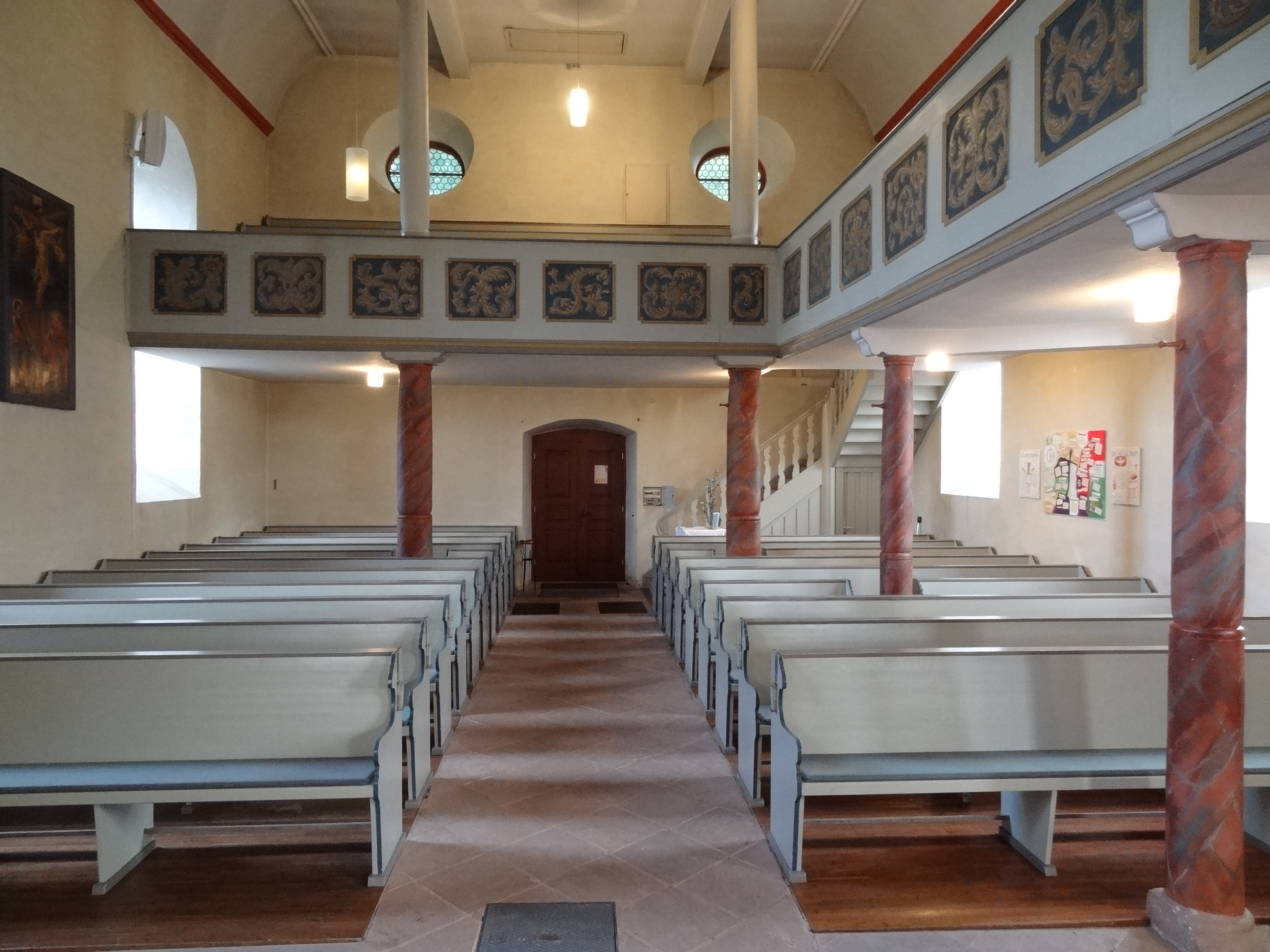
Blick nach Westen

Der Innenraum wird von einer Flachdecke abgeschlossen, die an den Langseiten breite Kehlen hat. In die Kirche ist eine dreiseitig umlaufende Empore eingebaut, die von marmoriert bemalten Rundsäulen gestützt wird. Die Füllungen sind mit Rankenornamenten bemalt. Die Ostempore dient als Aufstellungsort der Orgel und wurde später ergänzt. Zwei Längsunterzüge im westlichen Deckenbereich, die das Gewicht des Dachreiters auffangen, ruhen auf zwei Rundsäulen, die oberhalb der Westempore die Emporenstützen fortsetzen. Zentral in der Decke wird das Auge der Vorsehung von einem Dreieck, dem Gottesnamen JEHOVA und einem Strahlenkranz umgeben. Die vergoldete Darstellung auf blauem Hintergrund wird von einem Polygon aus Stuckprofil gerahmt, das wiederum von einem gelben, noch komplexeren Polygon umschlossen wird.
Die polygonale, hölzerne Kanzel an der Südwand wurde wahrscheinlich im 17. Jahrhundert geschaffen. Sie ruht auf einem viereckigen Fuß, der in eine Rundsäule übergeht. Fünf Bügen stützen den Kanzelkorb, dessen Felder an den Ecken durch in sich verschlungene Spiralen gegliedert werden. Der Schalldeckel wird von einer Kronenvolute mit vergoldeten Spitzen bekrönt. Zugang zur Kanzel gewährt ein Pfarrstuhl, der unten kassettierte Füllungen und oben durchbrochenes Gitterwerk aufweist.
Auf einem flachen Podest steht ein hölzerner Altartisch mit einem kleinen Kruzifix des Dreinageltypus. Der Fußboden von Chor und Schiff ist mit roten Sandsteinplatten belegt, der Chor um eine Stufe erhöht. Unter der Treppe an der Nordwand, die zur Orgelempore führt, ist eine Schrankwand eingebaut.

## Orgel

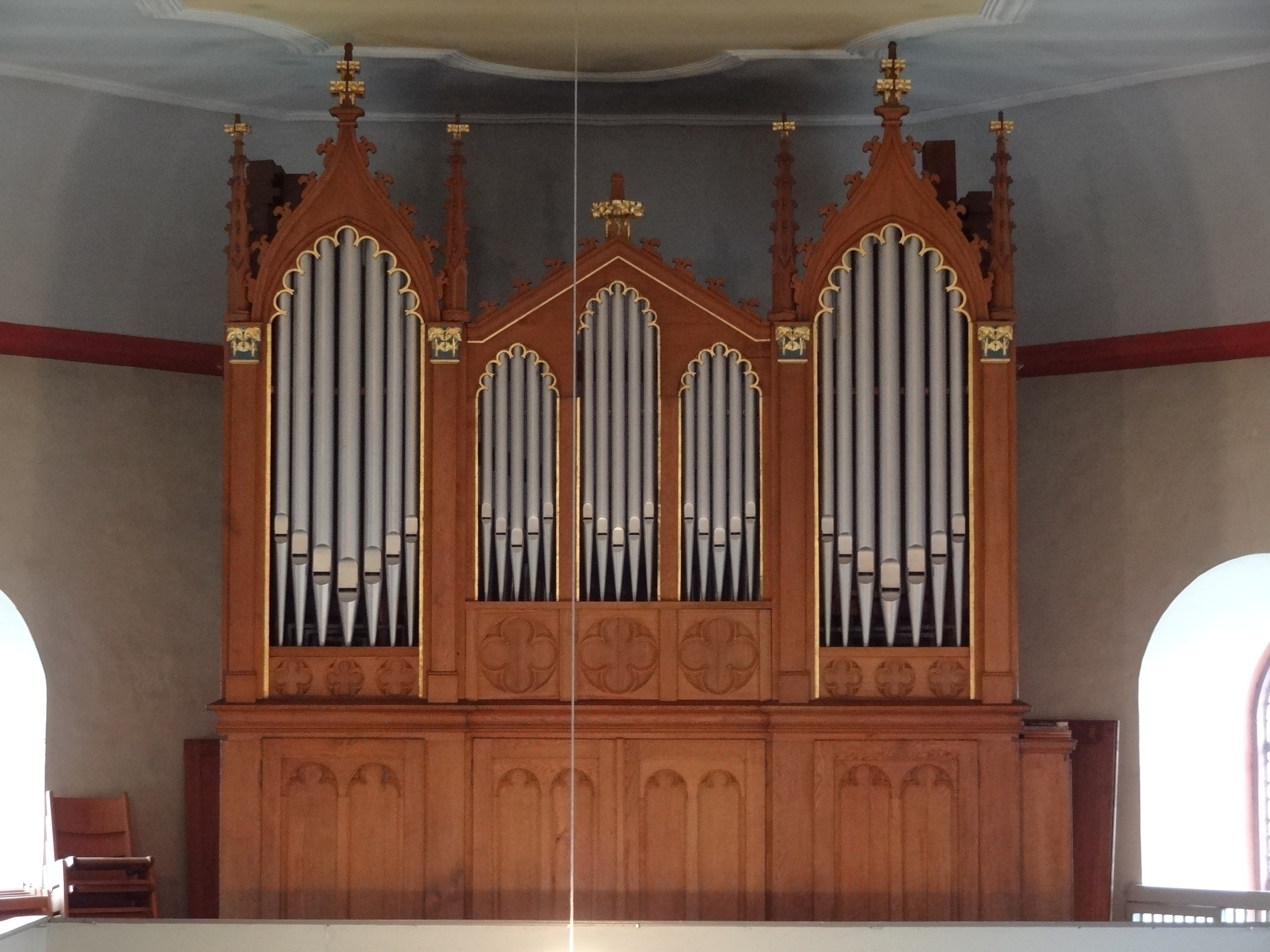
Neogotischer Orgelprospekt

In der Vorgängerkapelle soll sich um 1700 eine Orgel befunden haben. Wilhelm August Ratzmann baute 1870 ein neues Instrument mit zwölf Registern, die sich auf ein Manual und Pedal verteilen. Der fünfachsige Prospekt ist neogotisch gestaltet und wird von Fialen und vergoldeten Kreuzblumen bekrönt. Die mittleren drei spitzbogigen Flachfelder werden unter einem flachen Giebel vereint und außen von zwei großen spitzbogigen Flachfeldern in kielbogigem Gehäuse flankiert. Die Lisenen enden in Krabben. Unterhalb der Pfeifenfelder ist das Holz mit Vierpässen verziert, das Untergehäuse mit Maßwerk. Die Disposition lautet wie folgt:
| Manual C–    |     |
| Quintatön    | 16′ |
| Principal    | 8′  |
| Gedackt      | 8′  |
| Salicional   | 8′  |
| Gambe        | 8′  |
| Octave       | 4′  |
| Flauto dolce | 4′  |
| Mixtur IV    | 2′  |

| Pedal C–d1  |     |
| Subbaß      | 16′ |
| Violoncello | 8′  |

- Koppeln: I/P